# Sauve
Sauve este o comună în departamentul Gard din sudul Franței. În 2009 avea o populație de 1.880 de locuitori.

## Evoluția populației
| An        | 1975  | 1982  | 1990  | 1999  | 2006  | 2009  |
| --------- | ----- | ----- | ----- | ----- | ----- | ----- |
| Populație | 1.277 | 1.417 | 1.606 | 1.690 | 1.836 | 1.880 |

## Personalități născute aici
- Jean Astruc (1684 - 1766), medic.